# Cantal
Cantal là một tỉnh của Pháp, thuộc vùng hành chính Auvergne-Rhône-Alpes, tỉnh lỵ Aurillac, bao gồm 3 quận với các quận lỵ còn lại là: Mauriac, Saint-Flour.